# Hóquei no gelo nos Jogos Olímpicos de Inverno de 1956
O torneio de hóquei no gelo nos Jogos Olímpicos de Inverno de 1956 foi disputado por dez equipes no Stadio Olympica de Cortina d'Ampezzo, na Itália, entre 26 de janeiro e 4 de fevereiro. Os resultados também foram considerados para o 23º Campeonato Mundial e para o 34º Campeonato Europeu de Hóquei no Gelo da IIHF.
A disputa sofreu alteração no seu formato de competição em relação ao torneio anterior, em Oslo. As dez equipes foram divididas na primeira fase em três grupos, um com quatro e os outros dois grupos com três equipes cada um. As duas equipes com o maior número de pontos em cada grupo avançaram para a fase final, onde integraram um novo grupo valendo as medalhas para os primeiros colocados. As demais equipes eliminadas na primeira fase disputaram um torneio de consolação para definir os classificados entre o 7º e 10º lugares.
Em sua primeira apariação no hóquei no gelo olímpico, a equipe da União Soviética conquistou a medalha de ouro ao finalizar com aproveitamento total o torneio. As tradicionais equipes dos Estados Unidos e Canadá conquistaram a prata e o bronze, respectivamente. A equipe alemã foi representada por atletas da Alemanha Ocidental, que venceu a partida prévia contra a Alemanha Oriental por 7 a 3 em Berlim.

## Medalhistas
|  | URS União Soviética |  | USA Estados Unidos |  | CAN Canadá |
|  | Nikolai Puchkov Grigory Mkrtychan Nikolaï Sologubov Dmitry Ukolov Ivan Tregubov Genrikh Sidorenkov Alfred Kuchevsky Yevgeny Babich Viktor Shuvalov Vsevolod Bobrov Yuri Krylov Aleksandr Uvarov Valentin Kuzin Yuri Pantjukhov Aleksey Guryshev Nikolay Khlystov Viktor Nikiforov |  | Willard Ikola Don Rigazio Richard Rodenheiser Daniel McKinnon Ed Sampson John Matchefts Richard Meredith Dick Dougherty Ken Purpur John Mayasich Bill Cleary Wellington Burtnett Wendell Anderson Gene Campbell Gordon Christian Weldon Olson John Petroske |  | Denis Brodeur Keith Woodall Floyd Martin Howie Lee Art Hurst Johnny McKenzie James Logan Paul Knox Don Rope Byrle Klinck Bill Colvin Gerry Théberge Alfred Horne Charlie Brooker George Scholes Bob White Ken Laufman |

## Primeira fase

### Grupo A
| Equipe                 | Pts | J | V | E | D | GP | GC |
| ---------------------- | --- | - | - | - | - | -- | -- |
| CAN Canadá             | 6   | 3 | 3 | 0 | 0 | 30 | 1  |
| EUA Equipe Alemã Unida | 3   | 3 | 1 | 1 | 1 | 9  | 6  |
| ITA Itália             | 2   | 3 | 0 | 2 | 1 | 5  | 7  |
| AUT Áustria            | 1   | 3 | 0 | 1 | 2 | 2  | 32 |

| 26 de janeiro | ITA Itália             | 2-2 (0-2, 1-0, 1-0)   | AUT Áustria            |
| 26 de janeiro | CAN Canadá             | 4-0 (2-0, 2-0, 0-0)   | EUA Equipe Alemã Unida |
| 27 de janeiro | CAN Canadá             | 23-0 (6-0, 11-0, 6-1) | AUT Áustria            |
| 27 de janeiro | ITA Itália             | 2-2 (1-1, 0-1, 1-0)   | EUA Equipe Alemã Unida |
| 28 de janeiro | ITA Itália             | 1-3 (1-1, 0-0, 0-2)   | CAN Canadá             |
| 29 de janeiro | EUA Equipe Alemã Unida | 7-0 (1-0, 1-0, 5-0)   | AUT Áustria            |

### Grupo B
| Equipe             | Pts | J | V | E | D | GP | GC |
| ------------------ | --- | - | - | - | - | -- | -- |
| TCH Checoslováquia | 4   | 2 | 2 | 0 | 0 | 12 | 6  |
| USA Estados Unidos | 2   | 2 | 1 | 0 | 1 | 7  | 4  |
| POL Polônia        | 0   | 2 | 0 | 0 | 2 | 3  | 12 |

| 27 de janeiro | TCH Checoslováquia | 4-3 (2-1, 0-1, 2-1) | USA Estados Unidos |
| 28 de janeiro | USA Estados Unidos | 4-0 (1-0, 0-0, 3-0) | POL Polônia        |
| 29 de janeiro | TCH Checoslováquia | 8-3 (1-1, 6-2, 1-0) | POL Polônia        |

### Grupo C
| Equipe              | Pts | J | V | E | D | GP | GC |
| ------------------- | --- | - | - | - | - | -- | -- |
| URS União Soviética | 4   | 2 | 2 | 0 | 0 | 15 | 4  |
| SWE Suécia          | 2   | 2 | 1 | 0 | 1 | 7  | 10 |
| SUI Suíça           | 0   | 2 | 0 | 0 | 2 | 8  | 16 |

| 27 de janeiro | URS União Soviética | 5-1 (1-1, 2-0, 2-0)  | SWE Suécia |
| 28 de janeiro | SWE Suécia          | 6-5 (2-3, 3-1, 1-1)  | SUI Suíça  |
| 29 de janeiro | URS União Soviética | 10-3 (4-1, 2-0, 4-2) | SUI Suíça  |

## Fase final

### Classificação 7º-10º lugar
| Equipe      | Pts | J | V | E | D | GP | GC |
| ----------- | --- | - | - | - | - | -- | -- |
| ITA Itália  | 6   | 3 | 3 | 0 | 0 | 21 | 7  |
| POL Polônia | 4   | 3 | 2 | 0 | 1 | 12 | 10 |
| SUI Suíça   | 2   | 3 | 1 | 0 | 2 | 12 | 18 |
| AUT Áustria | 0   | 3 | 0 | 0 | 3 | 9  | 19 |

| 31 de janeiro  | SUI Suíça   | 7-4 (3-1, 2-1, 2-2) | AUT Áustria |
| 1 de fevereiro | ITA Itália  | 8-2 (4-1, 1-1, 3-0) | AUT Áustria |
| 1 de fevereiro | POL Polônia | 6-2 (2-1, 2-1, 2-0) | SUI Suíça   |
| 2 de fevereiro | ITA Itália  | 8-3 (6-1, 1-2, 1-0) | SUI Suíça   |
| 2 de fevereiro | POL Polônia | 4-3 (2-2, 0-1, 2-0) | AUT Áustria |
| 3 de fevereiro | ITA Itália  | 5-2 (0-0, 3-1, 2-1) | POL Polônia |

### Classificação 1º-6º lugar
| Equipe                 | Pts | J | V | E | D | GP | GC |
| ---------------------- | --- | - | - | - | - | -- | -- |
| URS União Soviética    | 10  | 5 | 5 | 0 | 0 | 25 | 5  |
| USA Estados Unidos     | 8   | 5 | 4 | 0 | 1 | 26 | 12 |
| CAN Canadá             | 6   | 5 | 3 | 0 | 2 | 23 | 11 |
| SWE Suécia             | 3   | 5 | 1 | 1 | 3 | 10 | 17 |
| TCH Checoslováquia     | 2   | 5 | 1 | 0 | 4 | 20 | 30 |
| EUA Equipe Alemã Unida | 1   | 5 | 0 | 1 | 4 | 6  | 35 |

| 30 de janeiro  | USA Estados Unidos  | 7-2 (6-0, 1-1, 0-1)  | EUA Equipe Alemã Unida |
| 30 de janeiro  | URS União Soviética | 4-1 (1-1, 1-0, 2-0)  | SWE Suécia             |
| 30 de janeiro  | CAN Canadá          | 6-3 (1-1, 3-2, 2-0)  | TCH Checoslováquia     |
| 31 de janeiro  | SWE Suécia          | 5-0 (1-0, 2-0, 2-0)  | TCH Checoslováquia     |
| 31 de janeiro  | URS União Soviética | 8-0 (0-0, 7-0, 1-0)  | EUA Equipe Alemã Unida |
| 31 de janeiro  | USA Estados Unidos  | 4-1 (2-0, 0-1, 2-0)  | CAN Canadá             |
| 1 de fevereiro | USA Estados Unidos  | 6-1 (1-1, 2-0, 3-0)  | SWE Suécia             |
| 2 de fevereiro | CAN Canadá          | 10-0 (1-0, 4-0, 5-0) | EUA Equipe Alemã Unida |
| 2 de fevereiro | USA Estados Unidos  | 7-4 (2-1, 3-0, 2-3)  | TCH Checoslováquia     |
| 3 de fevereiro | CAN Canadá          | 6-2 (3-2, 1-0, 2-0)  | SWE Suécia             |
| 3 de fevereiro | TCH Checoslováquia  | 9-3 (2-3, 5-0, 2-0)  | EUA Equipe Alemã Unida |
| 3 de fevereiro | URS União Soviética | 4-0 (0-0, 1-0, 3-0)  | USA Estados Unidos     |
| 4 de fevereiro | SWE Suécia          | 1-1 (0-0, 1-0, 0-1)  | EUA Equipe Alemã Unida |
| 4 de fevereiro | USA Estados Unidos  | 9-4 (1-0, 3-2, 5-2)  | TCH Checoslováquia     |
| 4 de fevereiro | URS União Soviética | 2-0 (0-0, 1-0, 1-0)  | CAN Canadá             |

## Classificação final
| Pos.   | Equipe                 |
| ------ | ---------------------- |
| Ouro   | URS União Soviética    |
| Prata  | USA Estados Unidos     |
| Bronze | CAN Canadá             |
| 4      | SWE Suécia             |
| 5      | TCH Checoslováquia     |
| 6      | EUA Equipe Alemã Unida |
| 7      | ITA Itália             |
| 8      | POL Polônia            |
| 9      | SUI Suíça              |
| 10     | AUT Áustria            |